# Lekhraj Bhatta
Lekhraj Bhatta ou Lekh Raj Bhatta, âgé d'environ 48 ans (en 2008), est un homme politique népalais, membre du Parti communiste du Népal (maoïste) (ou PCN-M).
Le 10 avril 2008, lors de l'élection de l'Assemblée constituante, il est élu député dans la 5e circonscription du district de Kailali.
Le 31 août 2008, dans le cadre du programme minimal commun (en anglais : Common Minimum Programme ou CMP) de gouvernement entre les maoïstes, les marxistes-léninistes et le Forum, il est nommé ministre du Travail et des Transports dans le gouvernement dirigé par Pushpa Kamal Dahal (alias « Prachanda »), lors de la seconde série de nominations et reçoit ses pouvoirs du Premier ministre, en présence du président de la République, Ram Baran Yadav.
Il succède, dans ses fonctions, à Ramesh Lekhak, membre du Congrès népalais, avec un léger changement dans l'intitulé anglais de son portefeuille, qui passe de Minister for Labour and Transport Management à Minister for Labour and Transport.